# Vladimir Marković (aktivista)
Vladimir Marković (Beograd, 24. jul, 1962) srpski je aktivista, filantrop, borac za ljudska i socijalna prava. Predsednik je i osnivač humanitarnog društva Nezaboravak i Centra za evrointegracije Srbije (CES).

## Obrazovanje
Rođen je 1962. godine u Beogradu, gde je završio osnovnu i srednju školu. Diplomirao je na Fakultetu za odbranu i zaštitu Univerziteta u Beogradu i stekao zvanje dipl. pedagog za odbranu i zaštitu, dok je master rad iz oblasti političkog nasilja i države odbranio na Fakultetu političkih nauka Univerziteta u Beogradu. 

## Oblasti delovanja i interesovanja
Oblasti za koje se interesuje i zalaže su ljudska prava, bezbednost, evrointegracije, kao i očuvanje kulturno-istorijske baštine.
Bio je zadužen za pitanja iz oblasti komunalnog reda i bezbednosti iz domena nadležnosti grada Beograda. Predvodio je i učestvovao u donošenju više odluka grada Beograda:
- Pravilnik o postavljanju bašta ugostiteljskih objekata kojim je po prvi put ugostiteljska bašta mogla da bude postavljena tokom cele godine, odnosno i u zimskom periodu[1]

- Strategija rešavanja problema pasa lutalica kojom se zaustavilo ubijanje pasa lutalica (uvedena obavezna sterilizacija, vakcinacija, a zatim vraćanje na ulicu, odluka da se u parkovima odvoji deo za kućne ljubimce, utvrđena je lokacija za groblje za kućne ljubimce, izrađen projekat za prvi azil u Rakovici....)[2]
- Odluka o taksi prevozu kojom su ispravljene greške iz prošlog perioda sa listom čekanja i najavljeno uvođenje licenci za taksi prevoznike[3]
- Odluka o oglašavanju kojom su oglašavači po prvi put morali da idu na javni konkurs, uvedena su pravila za bilborde i dr.[4][5][6]

Osim toga, inicirao je formiranje Agencije za budžetsku reviziju i inspekciju Grada, Komunalne policije, Saveta za bezbednost Grada, zatim je inicirao decentralizaciju policije i formiranje gradske policije . Učestvovao je u projektima „Bezbednost na lokalnom nivou“ i „Otklanjanje i umanjenje pretnji po bezbednost grada Beograda“, koji daju dobru osnovu za dalje aktivnosti na jačanju lične i imovinske sigurnosti građana i poboljšanju ukupne bezbednosti Grada i dr.

## Poslovna karijera
Učestvovao je na više nacionalnih i internacionalnih konferencija i seminara iz oblasti bezbednosti. Predsednik je i osnivač Humanitarnog društva „Nezaboravak“, osnovanog 2007. godine kao nestranačko, nevladino i neprofitabilno udruženje građana.  U dosadašnjem radu pokrenuo je veliki broj humanitarnih akcija, među kojima se naročito ističu pomoć Domu za decu i omladinu ometenu u razvoju u Kulinama, pomoć ugroženim srpskim porodicama sa više dece na području Kosova i Metohije, kao i akcija pod sloganom „Neka život traje“, posvećena doniranju organa.  Sve akcije su podržane od strane državnih organa i institucija, međunarodnih organizacija, SPC i najšire javnosti. Humanitarno društvo je dobitnik nagrade „Specijalni Biznis Partner 2012“ iz oblasti humanitarnog rada i prestižne nagrade „Gran Pri Biznis Partner 2012“ u regionu Jugoistočne Evrope.  Takođe, Humanitarno društvo „Nezaboravak“ dobitnik je nagrade „Best Enterprise“, a Vladimir Marković nagrade „Best Manager of the Year“, prestižnog evropskog priznanja koje mu je dodelila organizacija Europe Business Assembly na predlog Socrates Committe.
Predsednik je i osnivač „Centra za evrointegracije Srbije“ (CES) koje je nestranačko, nevladino i neprofitno udruženje građana osnovano radi ostvarivanja ciljeva u oblasti istraživanja, analize, promovisanja, zastupanja javnih politika i procesa evrointegracija u Republici Srbiji.
Decembra 2013. godine, u Sava Centru u Beogradu, u organizaciji ,,Centra za evrointegracije Srbije”, održana je poslovna konferencija pod nazivom ,,Srbija i dijaspora” koja je okupila predstavnike dijaspore, Vlade Republike Srbije i jedinica lokalne samouprave.
Uz podršku projekta ,,Podrška procesu evropskih integracija u Republici Srbiji”, koji sprovodi u ime nemačke Vlade preko organizacije “Deutsche Gesellschaft fur Internationale Zusmmerarbeit” - GIZ (Gmbh), sa ,,Centrom za evrointegracije Srbije” u 2013. i 2014. godini organizovao je više okruglih stolova.
Marković je 2015. godine angažovan od strane „Deutsche Gesellschaft fur Internationale Zusmmerarbeit - GIZ (Gmbh)“ kao nacionalni kratkoročni ekspert za izradu analize „Organizacije civilnog društva u Srbiji i procesa pristupanja EU“, kao podrška pregovaračkoj grupi za Poglavlje 22 i uključivanje civilnog društva na nacionalnom i lokalnom nivou.
Decembra 2022. godine organizovao je tribinu pod nazivom: „Decentralizacijom do policije u službi građana” (policija u službi građana – poverenje, međusobna saradnja i vladavina prava), na kojoj su otvorena problemska pitanja brojna bezbednosna i društveno važna pitanja.
Vladimir Marković je poslednjih godina pretežno angažovan u oblasti ljudskih prava, političkog nasilja, evrointegracija i očuvanja kulturno-istorijske baštine. Njegov profesionalni i životni cilj je stvaranje boljeg, humanijeg i pravednijeg društva, kao i očuvanje kulturno-istorijskog nasleđa na području Starog grada i Beograda.

## Spoljašnje veze
- Nezaboravak